# Campeonato Mundial de Luge de 1989
O Campeonato Mundial de Luge de 1989 foi a 24ª edição da competição e foi disputada entre os dias 10 e 12 de fevereiro em Winterberg, Alemanha.

## Medalhistas
| Evento                                 | Ouro                                                                                                   | Prata                                                                                                  | Bronze |
| Individual masculino detalhes          | FRG Georg Hackl                                                                                        | DDR Jens Müller                                                                                        | FRG Johannes Schettel                                                                                                  |
| Individual feminino detalhes           | DDR Susi Erdmann                                                                                       | ITA Gerda Weissensteiner                                                                               | DDR Ute Weiss-Oberhoffner                                                                                              |
| Duplas detalhes                        | DDR Alemanha Oriental Stefan Krausse Jan Behrendt                                                      | ITA Itália Hansjörg Raffl Norbert Huber                                                                | DDR Alemanha Oriental Jörg Hoffmann Jochen Pietzsch                                                                    |
| Revezamento misto por equipes detalhes | ITA Itália Hansjörg Raffl Gerhard Plankensteiner Gerda Weissensteiner Veronika Oberhuber Norbert Huber | DDR Alemanha Oriental Jens Müller René Friedl Susi Erdmann Ute Oberhoffner Stefan Krausse Jan Behrendt | URS União Soviética Sergey Danilin Yuri Kharchenko Yuliya Antipova Irina Kusakina Yevgeniy Belusov Alesksandr Belyakov |

## Quadro de medalhas
| Ordem | País               |   |   |   |   |
| 1     | Alemanha Oriental  | 2 | 2 | 2 | 6 |
| 2     | Itália             | 1 | 2 |   | 3 |
| 3     | Alemanha Ocidental | 1 |   | 1 | 2 |
| 4     | União Soviética    |   |   | 1 | 1 |